# René Aleman
René Aleman, né le 23 novembre 1913 à El Biar et mort en 1989 à Toulon, est un haltérophile français.

## Carrière
René Aleman termine onzième du concours d'haltérophilie aux Jeux olympiques d'été de 1948 dans la catégorie des moins de 67,5 kg. Il remporte la même année la médaille de bronze des Championnats d'Europe d'haltérophilie 1948 dans la même catégorie.  